# Władysław Długosz
Władysław Długosz, též Ladislav Dlugosz (24. července 1864 Krakov – 24. června 1937 tamtéž), byl polský podnikatel v ropném průmyslu a politik z Haliče, před rokem 1918 aktivní v rakousko-uherské, respektive předlitavské politice, v letech 1911–1912 ministr pro haličské záležitosti.

## Biografie
Působil jako statkář a podnikatel v ropném průmyslu v obci Siary. Podílel se na založení strany Polskie Stronnictwo Ludowe „Piast”. Byl poslancem haličského zemského sněmu. Ve volbách do Říšské rady roku 1911 se stal poslancem Říšské rady (celostátní parlament), kam byl zvolen za okrsek Halič 49. Usedl do poslanecké frakce Polský klub. Ve vídeňském parlamentu setrval do zániku monarchie.
Za vlády Karla Stürgkha se dodatečně stal ministrem pro haličské záležitosti. Funkci zastával v období 19. listopadu 1911 – 26. prosince 1912.
V roce 1918 byl členem Polské likvidační komise. Politicky se angažoval i po vzniku samostatného Polska. Od roku 1922 byl členem Polského senátu. Setrval zde do roku 1926.